# Motor V4
Corte transversal do motor V4 
da motocicleta  Yamaha VMAX.
O motor V4 é o tipo de motor com sistema de quatro tempos composto por quatro cilindros em V. É comumente empregado em motocicletas. Alguns exemplos são a Yamaha VMax de 1200cc e na Honda Magna V Four de 750cc.

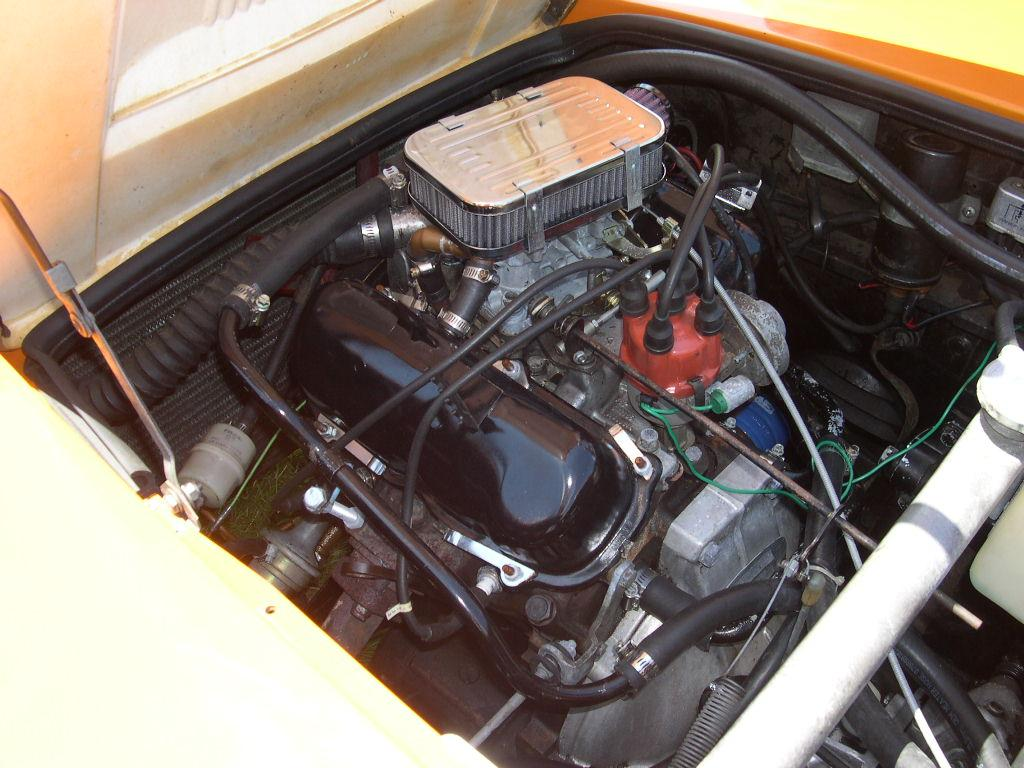
Um motor V4 de um Ford Taunus instalado num Saab Sonett.